# Rincón de Soto
Pour les articles homonymes, voir Rincón.
Rincón de Soto est une commune de la communauté autonome de La Rioja, en Espagne.